# Eubacterium oxidoreducens
Eubacterium oxidoreducens es una especie de bacteria grampositiva del género Eubacterium. Produce el metabolito 1,2,3,5-tetrahidroxibenzeno, un bencenotetrol, a partir de la degradación de ácido gálico (ácido 3,4,5-trihidroxibenzoico). Posee también la enzima floroglucinol reductasa, que usa floroglucinol, NADPH y H+ para producir dihidrofloroglucinol y NADP+.